# Viktor Agardius
Lars Viktor Filip Agardius, född 23 oktober 1989, är en svensk fotbollsspelare.

## Karriär
Agardius värvades inför säsongen 2012 av Mjällby AIF från division 1-klubben Kristianstads FF. Han debuterade för Mjällby i april 2012 i en 2–0-vinst över Åtvidabergs FF. 
Agardius kom till Kalmar FF från Mjällby inför säsongen 2015 och spelade under året 24 matcher från start, mer än någon annan i truppen. Samma år tilldelades han utmärkelsen P4 Kalmar-liraren, ett pris till Kalmar FF:s bästa spelare under säsongen. I augusti 2016 förlängde han sitt kontrakt med klubben fram till över säsongen 2019.
I februari 2020 värvades Agardius, som klubblös, av italienska Serie B-klubben Livorno. Redan i maj samma år återvände han dock till Mjällby AIF där han skrev på ett kontrakt som gällde säsongen ut.
Inför säsongen 2021 värvades Agardius av IFK Norrköping på ett kontrakt om 2+1 år. Själva övergången väckte starka reaktioner hos den tidigare klubben Mjällby som menade att man var muntligt överens med spelaren om ett nytt kontrakt, och att muntliga avtal borde gälla lika mycket som skrivna. Agardius medgav senare att han och Mjällby varit långt gångna i processen om nytt kontrakt och att han förstod sportchefen Hans Larssons frustration, men att han ville ta möjligheten att spela i en klubb som "vill vara med där uppe" och att det handlar om hans "liv och karriär". Efter säsongen 2022 lämnade han klubben. Totalt spelade Agardius 37 allsvenska matcher för IFK Norrköping.
I februari 2023 värvades Agardius av IF Brommapojkarna, där han skrev på ett kontrakt som gäller säsongen 2023. I juni 2023 lämnade Agardius klubben.

### Webbkällor
- Viktor Agardius på Svenska Fotbollförbundets webbplats
- Viktor Agardius på fotbolltransfers.com
- Viktor Agardius på elitefootball